# Липце-Реймонтовске (остановочный пункт)
Липце-Реймонтовске (пол. Lipce Reymontowskie) — остановочный пункт железной дороги в селе Липце-Реймонтовске в гмине Липце-Реймонтовске, в Лодзинском воеводстве Польши. Имеет 2 платформы и 2 пути. 
Остановочный пункт построен на линии Варшаво-Венской железной дороги. 